# 하라이치역
하라이치역(일본어: 原市駅)은 일본 사이타마현 아게오시에 있는 사이타마 신도시 교통 이나 선의 역이다.

## 역 구조
상대식 승강장 2면 2선의 고가역이다. 도호쿠・조에쓰 신칸센의 고가 궤도를 끼고 위치한다. 개찰구는 우치주쿠 방향에 있다.

### 승강장
| 1 | ■ 이나 선(뉴셔틀) | 마루야마・우치주쿠 방면 |
| 2 | ■ 이나 선(뉴셔틀) | 오미야 방면             |

## 역 주변
역 바로 북쪽을 사이타마 현도 5호 사이타마쇼부 선(제2산업도로)이 지나가고 역 주변은 구획 정리된 고반초・하라이치나카 3초메가 있지만, 그 밖에는 논밭도 점재하는 지역이다. 본래의 하라이치의 시가지는 본 역에서 북쪽으로 1km정도의 옛 지방 도로변에 있다.
- 하라이치 단지
- 아게오 시 관공서 하라이치 지소
- 아게오 하라이치 단지 내 우체국
- 하라이치 우체국
- 아게오 시 하라이치 초등학교
- 아게오 시 하라이치 중학교
- 훼미리마트
- 사이타마 수상 공원 - 역 입구에 안내도가 있고, 정문까지 직선으로 1.2km 정도 거리이다.

## 역사
- 1983년 12월 22일: 영업 개시.
- 2007년 3월 18일: IC카드 Suica 공용 개시.

## 사진

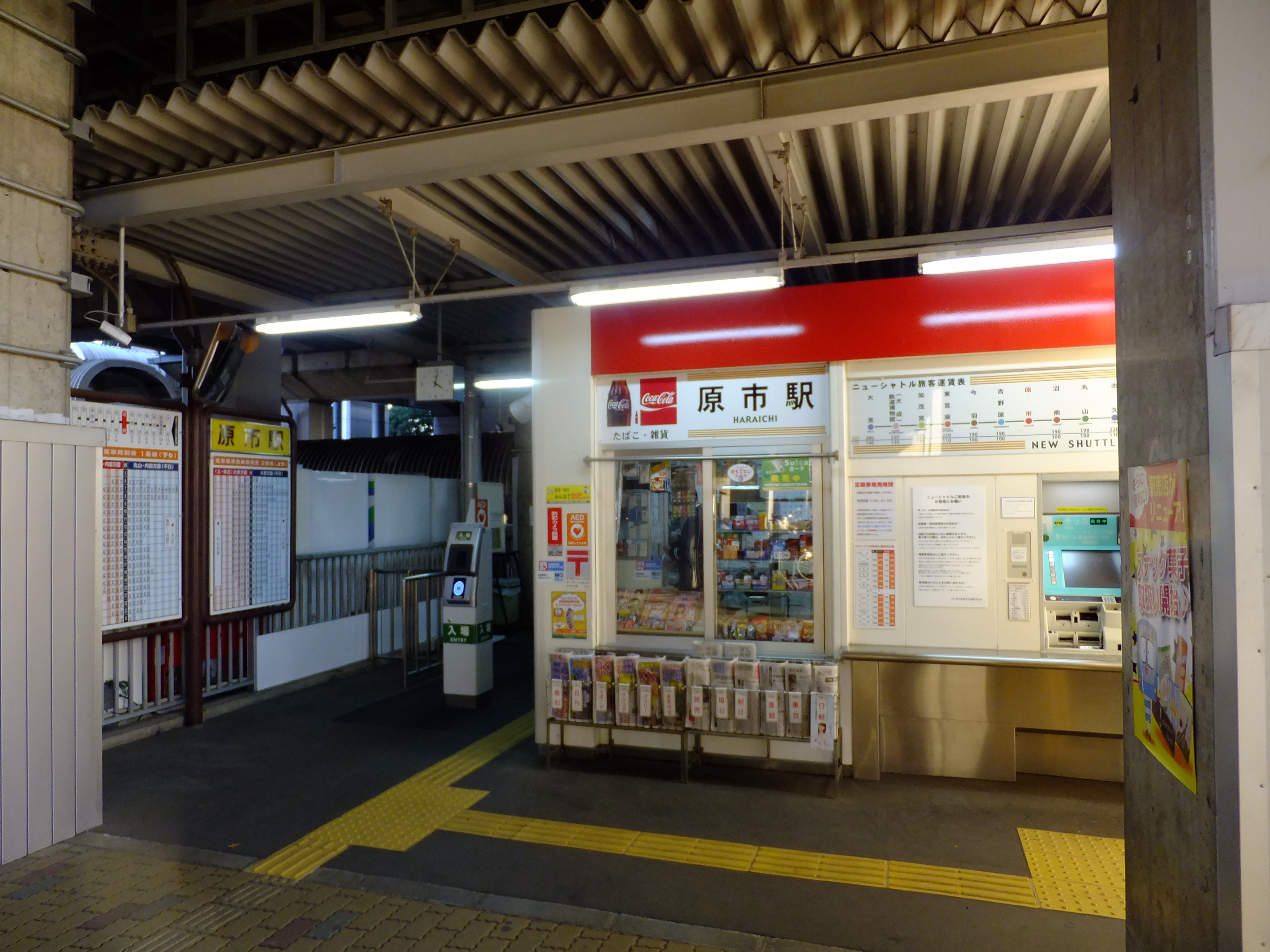
개찰구
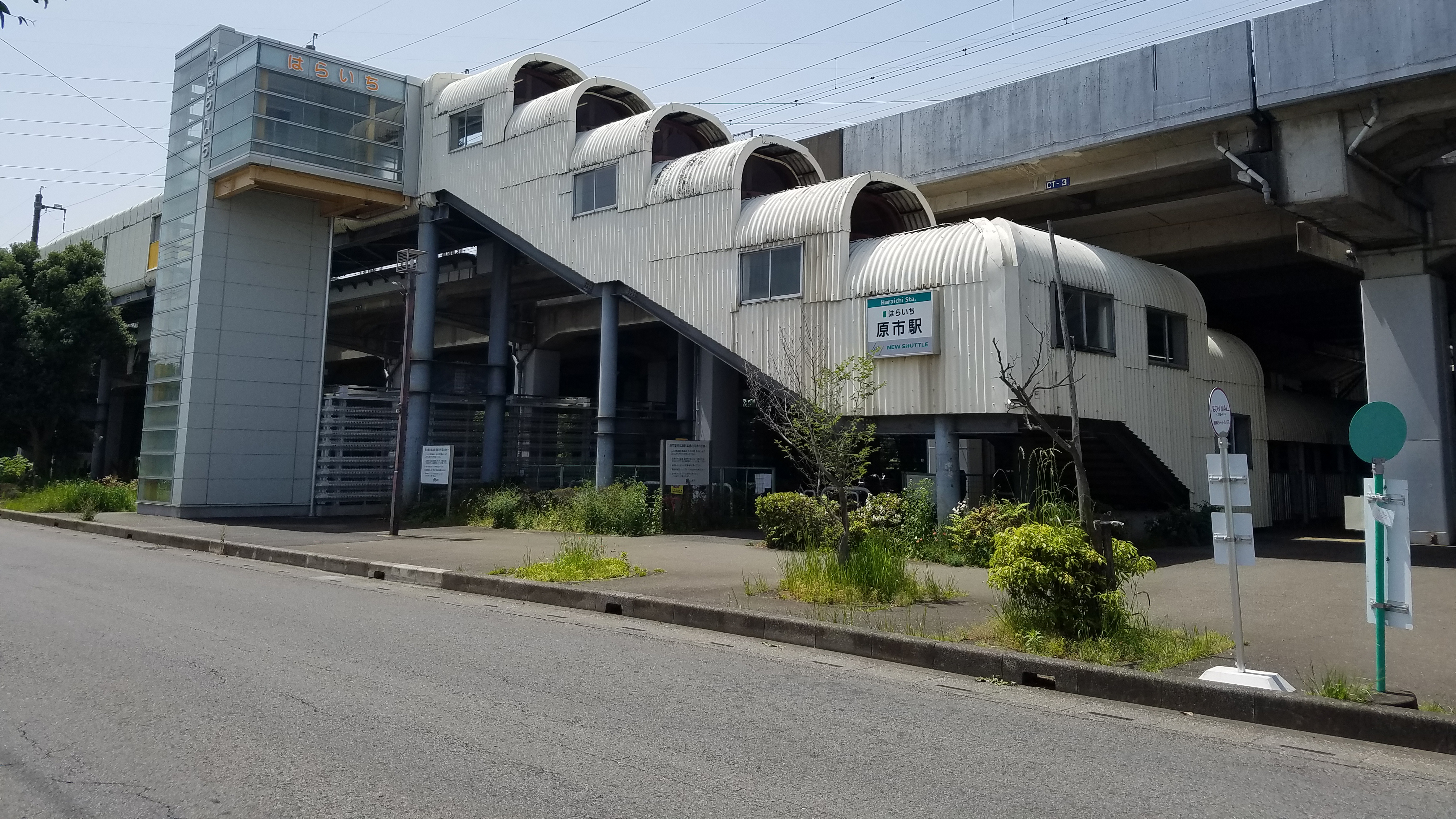
동쪽 역사(2021년 5월 4일)
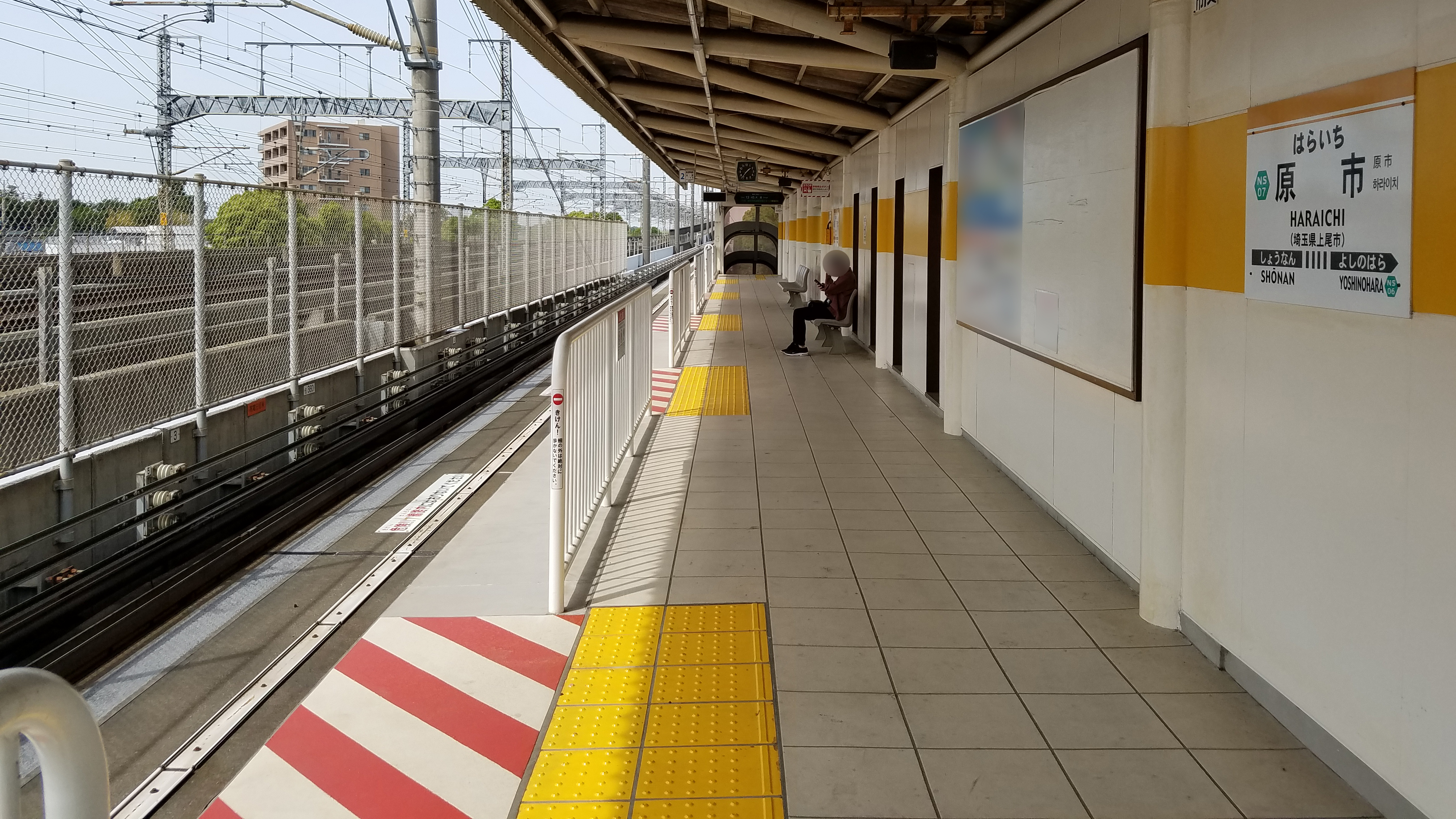
2번 승강장(2021년 5월 4일)

## 인접역
| 사이타마 신도시 교통 ■ 이나 선 | 사이타마 신도시 교통 ■ 이나 선 | 사이타마 신도시 교통 ■ 이나 선 |
| ------------------------------ | ------------------------------ | ------------------------------ |
| 요시노하라 오미야 방면         |                                | 쇼난 우치주쿠 방면             |